# Littera cursiva

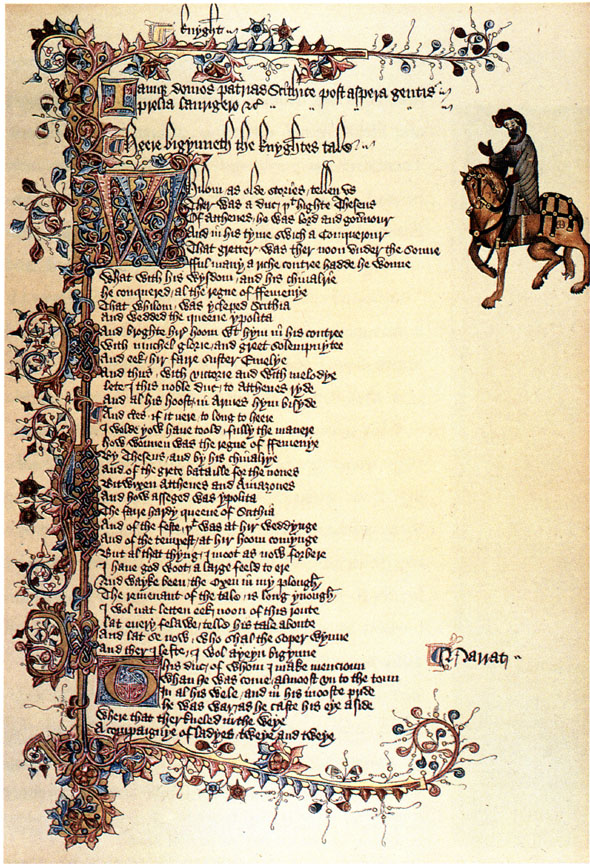
Engelse littera cursiva, uit The Ellesmere Chaucer, ca. 1400

Littera cursiva is een verzamelnaam voor een type van een snel schrijfbaar Gotisch schrift dat aanvankelijk voornamelijk als gebruiksschrift (cursiva currens) dienstdeed. Tegen het einde van de dertiende eeuw was de cursiva volledig ontwikkeld en werd het ook als boekschrift (cursiva textualis) gebruikt.

## Beschrijving
Typisch voor de Littera cursiva is het gebruik van een spitse pen. Het is een verbonden script, de pen wordt niet meer van het papier gehaald bij het schrijven van een woord. Als de ‘a’ geschreven wordt in twee verdiepingen spreken we volgens Bart Jaski van een cursiva antiquior of een vroege cursiva. Met een ‘ɑ’ met één verdiep wordt het een cursiva recentior. De lange f en de lange ſ (s) gaan door de schrijflijn; de schrijfregel komen. Typisch is ook het meeschrijven van de luchtlijnen waardoor lussen aan de stokletters ontstaan.

## Geschiedenis
De littera cursiva ontstond in de twaalfde eeuw bij het maken van aantekeningen en notities in de marges van handschriften. Aanvankelijk leek dit lettertype dat men littera notula noemt erg op de littera textualis uit die periode, maar gaandeweg ontwikkelde zich hieruit de littera cursiva. De ontwikkeling van de cursiva werd ook beïnvloed door het oorkondeschrift. Het oorkondeschrift zal trouwens na de middeleeuwen nog bijna 300 jaar blijven aanleunen bij de cursiva en zijn varianten. Het gebruik van de cursiva als boekschrift valt samen met het verschijnen van papier voor boeken. Vooral bij goedkopere boeken werd de combinatie papier-cusiva heel gewoon. In de veertiende eeuw gaat men de cursiva schrijven met een brede penen zo ontstaat de cursiva formata.
In de vijftiende eeuw werd de littera textualis langzaamaan als boekschrift verdrongen door de littera cursiva en door mengvormen die men gecatalogiseerd heeft onder de naam littera hybrida.

## Classificatie
Om duidelijkheid te scheppen in het onderzoek en de publicaties zou een eenduidig systeem van classificatie een enorme bonus zijn. Voor de gotische boekschriften werd er tot nu toe slechts één opgesteld, namelijk die van Gerard Isaac Lieftinck die later werd uitgebreid door Johan Peter Gumbert en verder gesystematiseerd en geïllustreerd door Albert Derolez (zie bij literatuur). De classificatie van Lieftinck-Gumbert-Derolez is gebaseerd op objectieve criteria en maakt komaf met termen zoals universitair boekschrift, scholastisch boekschrift, littera parisiensi, bastarda, notula, rotunda en andere dergelijke terminologie die dingen benoemt zonder ze voldoende te preciseren naar hun morphologische eigenschappen. Bij Derolez wordt de littera cursiva onderverdeeld in vier grote groepen namelijk de cursiva, de cursiva antiquior, de hybrida en de semihybrida. Maar de nieuwe classificatie die Derolez voorstelt is zeker nog niet algemeen aanvaard in de paleografie.